# Dave's Picks, Vol. 6: San Francisco, 12/20/69 & St. Louis, 2/2/70
Dave's Picks, Vol. 6: San Francisco, 12/20/69 & St. Louis, 2/2/70 es el sexto álbum en vivo de Dave's Picks, serie de lanzamientos en vivo de la banda estadounidense Grateful Dead. Fue publicado el 1 de mayo de 2013 a través del sello discográfico Rhino.

## Grabación
Dave's Picks, Vol. 6: San Francisco, 12/20/69 & St. Louis, 2/2/70 incluye grabaciones perdidas hace mucho tiempo que fueron devueltas a la organización Grateful Dead poco antes de la producción del álbum. Ambos conciertos fueron grabados por Owsley “Bear” Stanley.
El teclista Tom Constanten está presente en el concierto en el Auditorio Fillmore, mientras que el concierto en el Fox Theatre fue el primero de The Dead sin Constanten.
Se incluyó un disco extra con los envíos del álbum a los suscriptores de Dave's Picks de 2013. Este disco contiene temas grabados el 21 de diciembre de 1969 en el Auditorio Fillmore de San Francisco, California.

## Recepción de la crítica
Fred Thomas de AllMusic declaró: “Estos espectáculos de finales de 1969 en San Francisco y principios de 1970 en San Luis presentan un documento vibrante de la fase de la banda justo antes de la grabación del innovador álbum Workingman's Dead”. Doug Collette de All About Jazz escribió: “Dave's Picks Volumen 6 representa una entrada importante en esta serie de archivos de Grateful Dead, en sus propios términos y como un recordatorio crucial de cómo esta banda icónica evolucionó en la cúspide de los años 1960 y 1970. Además, la calidad del sonido de las grabaciones, originalmente administradas por el famoso Owsley ‘Bear’ Stanley, es tan notable como la evolución del estilo del grupo mismo”.

## Lista de canciones
Todas las canciones escritas y compuestas por Jerry García y Robert Hunter, excepto donde esta anotado. 
| Disco uno |                                                                                                   |          |  |
| N.º       | Título                                                                                            | Duración |  |
| 1.        | «Casey Jones»                                                                                     | 4:31     |  |
| 2.        | «Mama Tried» (Merle Haggard)                                                                      | 3:03     |  |
| 3.        | «Hard to Handle» (Alvertis Isbell, Allen Jones, Otis Redding)                                     | 5:39     |  |
| 4.        | «Cold Rain and Snow» (tradicional, arr. por Grateful Dead)                                        | 5:32     |  |
| 5.        | «Black Peter»                                                                                     | 9:49     |  |
| 6.        | «Cumberland Blues» (Garcia, Phil Lesh, Hunter)                                                    | 5:14     |  |
| 7.        | «Dark Star» (Garcia, Hunter, Mickey Hart, Bill Kreutzmann, Lesh, Ron “Pigpen” McKernan, Bob Weir) | 22:00    |  |
| 8.        | «St. Stephen» (Garcia, Lesh, Hunter)                                                              | 5:11     |  |
| 9.        | «Mason's Children» (Garcia, Hunter, Lesh, Weir)                                                   | 5:29     |  |
| 10.       | «Good Lovin'» (Rudy Clark, Arthur Resnick)                                                        | 5:09     |  |
| 11.       | «Uncle John's Band»                                                                               | 6:37     |  |

| Disco dos |                                                                      |          |  |
| N.º       | Título                                                               | Duración |  |
| 1.        | «Turn On Your Lovelight» (Joseph Scott, Deadric Malone)              | 14:06    |  |
| 2.        | «Not Fade Away» (Norman Petty, Charles Hardin)                       | 1:20     |  |
| 3.        | «Turn On Your Lovelight» (Scott, Malone)                             | 3:38     |  |
| 4.        | «And We Bid You Goodnight» (tradicional, arr. por Grateful Dead)     | 3:07     |  |
| 5.        | «Dark Star» (Garcia, Hart, Hunter, Kreutzmann, Lesh, McKernan, Weir) | 20:38    |  |
| 6.        | «St. Stephen» (Garcia, Lesh, Hunter)                                 | 10:40    |  |
| 7.        | «The Eleven» (Lesh, Hunter)                                          | 11:32    |  |
| 8.        | «New Speedway Boogie»                                                | 8:27     |  |

| Disco tres |                                                          |          |  |
| N.º        | Título                                                   | Duración |  |
| 1.         | «Turn On Your Lovelight» (Scott, Malone)                 | 35:15    |  |
| 2.         | «Mason's Children» (Garcia, Hunter, Lesh, Weir)          | 7:19     |  |
| 3.         | «China Cat Sunflower»                                    | 5:31     |  |
| 4.         | «I Know You Rider» (tradicional, arr. por Grateful Dead) | 6:07     |  |
| 5.         | «High Time»                                              | 8:16     |  |
| 6.         | «Me and My Uncle» (John Phillips)                        | 3:30     |  |
| 7.         | «Hard to Handle» (Isbell, Jones, Redding)                | 5:11     |  |
| 8.         | «Cumberland Blues» (Garcia, Hunter, Lesh)                | 5:33     |  |

## Posicionamiento
| Gráfica (2013)                             | Pico de posición |
| ------------------------------------------ | ---------------- |
| Estados Unidos (Billboard 200)             | 32               |
| Estados Unidos (Billboard Top Album Sales) | 32               |
| Estados Unidos (Billboard Top Rock Albums) | 11               |